# Jef Scherens
Jef Scherens (nascido em 17 de fevereiro de 1909 a Werchter e falecido em 9 de agosto de 1986 em Lovaina) é um antigo ciclista belga. Especialista da velocidade em pista, está sete vez campeão do mundo desta disciplina entre 1931 e 1947, e 15 vez campeão da Bélgica. O Grande Prêmio Jef Scherens leva o seu nome.

## Biografia

### Juventude
Jef Scherens nasce em 17 de fevereiro de 1909. É o mais jovem de uma família de cinco meninas. É um pequeno garoto frágil e a sua mãe dá-lhe a alcunha de Poeterke, nome que se da no Hageland aos cavalos e aos cordeiros rápidos e ágeis. Os seus amigos modificam mais tarde esta alcunha para Poeter, que resulta Poeske em Bruxelas. Este sobrenome se verá oportuno durante a sua carreira, devido aos seus finais de sprint rápidos, durante as quais ele arrancae no momento crucial.
Como consequência do ataque alemão em 1914, a família Scherens se refugia na França, para perto de Loudun, onde estão com mais segurança. Desde o final da guerra, volta à Bélgica. Na escola, Jef Scherens não é um muito bom aluno e o Comité de orientação profissional aconselha de resultar artífice porque está dotado para a manualidade.
Scherens começa a trabalhar numa fábrica de couro e efectua a cada dia o trajecto até Zaventem de bicicleta. Devido ao seu aspecto rápido, considera pouco a pouco de tentar o ciclismo. Graças ao seu irmão Giel, chega a adquirir em 1926 a bicicleta na o qual faz os seus começos. Algum tempo mais tarde, ganha 6 carreiras, depois 40 no ano seguinte. O seus sucessos reforçam-no no seu convencimento de cessar o trabalho para consagrar-se ao ciclismo. Em 1928, consegue a carreira de abertura para as amadoras em Mortsel, depois adjudica-se 27 outras vitórias.

### Carreira profissional
As suas qualidades de sprinter não passam inadvertidas e Edward Van Hove, presidente do Stoempersclub de Lovaina propõe um contrato para disputar uma competição de velocidade ao palácio dos desportos de Bruxelas. Em 14 de outubro de 1928, Scherens impõe-se em frente ao campeão belga da época Jules Vervust.
Em 1929, consegue cinco carreiras em estrada. No que vai desse ano, efectua o seu serviço militar que se vê concedido a mordomia de poder treinar a certas horas. Uma queda em 1930 o mantém na cama durante sete semanas.
Em 1931, faz o seu regresso e resulta campeão da Bélgica nos profissionais. Entre 1931 e 1947, consegue 15 vez o campeonato da Bélgica de velocidade individual.
Em 1932, disputa o campeonato do mundo em Roma e enfrenta o Francês Lucien Michard na final. O seu duelo que sobresai não obstante uma duração de 20 minutos, o júri decide de os tirar do sorteio para o qual dos dois tem que marchar em cabeça. Michard está designado e Scherens, com o seu famoso arranque, consegue o título de campeão do mundo. Está celebrado em Lovaina, cidade onde reside desde 1930. Impõe-se daqui por diante a cinco postos aos campeonatos do mundo em pista : em 1933 em Paris, em 1934 em Leipzig, em 1935 em Bruxelas, em 1936 em Zurique e em 1937 a Copenhaga. Em 1938, enquanto não é ainda completamente restabelecido de uma queda em Vincennes, perde o seu título que se inclina em frente ao Neerlandês Arie van Vliet.
Van Vliet e Scherens encontram-se um ano mais tarde numa final em Milão e caem ambos. A final está posposto. No dia seguinte, a Segunda Guerra Mundial estoira e o campeonato está anulado.
Depois de seis anos de interrupção, os campeonatos do mundo são organizados novamente em 1946 em Zurich. Scherens inclina em frente ao Francês Georges Senfftleben. No ano seguinte, chega a conseguir um sétimo e último título a Paris.
Scherens tem conseguido igualmente de numeroso Grandes Prêmios em diferentes países, batendo os recordes de todos os grandes velódromos da Europa. Em 1933, recebe o Troféu nacional do Mérito desportista.
Desde 1963, o Grande Prêmio Jef Scherens está disputado em sua honra a Lovaina.

## Palmarés

### Campeonatos do mundo
- Ordrup 1931
  -  Condecorado de bronze da velocidade
- Roma 1932
  -  Campeão do mundo de velocidade
- Paris 1933
  -  Campeão do mundo de velocidade
- Leipzig 1934
  -  Campeão do mundo de velocidade
- Bruxelas 1935
  -  Campeão do mundo de velocidade
- Zurich 1936
  -  Campeão do mundo de velocidade
- Ordrup 1937
  -  Campeão do mundo de velocidade
- Amsterdã 1938
  -  Condecorado de dinheiro da velocidade
- Milão 1939
  - Qualificado em final da velocidade (com Arie van Vliet)
- Paris 1947
  -  Campeão do mundo de velocidade

### Campeonatos nacionais
- Campeão da Bélgica de inverno de velocidade : 1931 e 1932
- Campeão da Bélgica de velocidade independente : 1929
- Campeão da Bélgica de velocidade : 1931-1939, 1941-1942 e 1944-1947 (2.º : 1940, 1943 e 1949) (3.º : 1930 e 1950)

### Grandes Prêmios
Jef Scherens tem conseguido mais 70 grandes prêmios durante a sua carreira cuja :
- Grande Prêmio de Paris : 1932-1933 e 1937
- Grande Prêmio do UVF : 1933-1934 e 1942
- Grande Prêmio de Reims : 1935